# Бесоба (Карагандинская область)
Бесоба (каз. Бесоба) — село в Каркаралинском районе Карагандинской области Казахстана. Административный центр Бесобинского сельского округа. Находится примерно в 73 км к западу от районного центра, города Каркаралинска. Код КАТО — 354847100.

## Население
В 1999 году население села составляло 1302 человека (697 мужчин и 605 женщин). По данным переписи 2009 года, в селе проживали 1062 человека (552 мужчины и 510 женщин).

## Достопримечательности
Рядом с селом находится могильник Бесоба, в 3 км. от села — могильник Жамантас (оба эпохи бронзы).

## Известные жители и уроженцы
- Абдрасулов, Кадир (1938—1984) — Герой Социалистического Труда.